# Tonghongdian Yizu Miaozu Xiang
Tonghongdian Yizu Miaozu Xiang (kinesiska: 通红甸, 通红甸彝族苗族乡) är en socken i Kina. Den ligger i provinsen Yunnan, i den sydvästra delen av landet, omkring 90 kilometer sydost om provinshuvudstaden Kunming.
Genomsnittlig årsnederbörd är 1 039 millimeter. Den regnigaste månaden är juni, med i genomsnitt 228 mm nederbörd, och den torraste är januari, med 14 mm nederbörd.